# کوفی تزئینی
خط کوفی را نخستین نگارش از خطوط اسلامی می‌دانیم. این خط که پیش از ظهور اسلام رواج داشته و توسط مسلمانان اشاعه گشت، به اشکال و نگارش متفاوت دیده شده است.
اصولاً کاربرد این خط در نگارش مصحف شریف، سنگ مقبره‌ها و کتیبه مساجد بود؛ که تا اواسط قرن هفتم هجری نیز متداول بوده است.
از حدود قرن سوم هجری، خط کوفی در معماری ظاهر شد و تا حدود قرن هفتم هجری گونه‌های متنوعی از کوفی در مناطق مختلف ایران شکل گرفت. در یک تقسیم بندی کلی می‌توان عنوان کوفی تزئینی را به آنها اطلاق کرد. این خط، محکم و استوار و ساختار هندسی‌اش مبتنی بر حرکت‌های صاف، زاویه‌دار و کشیده‌های طولانی است.
این گونه‌ها بیشترین سازگاری و هماهنگی را با فضاهای معماری از جهات اجرا، زیبایی و مصالح داشتند و به واسطه قابلیت‌های ویژه‌ای مانند انعطاف‌پذیری، هندسه، اندازه‌های متغیر حروف،  ضخامت‌های متفاوت کشیدگی، ترکیب و تلفیق با نقوش هندسی و گیاهی، زمینه شکل گرفتن و پدید آمدن انواع کوفی تزئینی را فراهم کردند.
واژگان کلیدی: خط کوفی، کوفی ساده و تزئینی، کتیبه نگاری، ساختار خط، معماری ایرانی.

## آشنایی با خط کوفی تزئینی
خط کوفی به سه نوع عمده متمایز تقسیم می‌گردد:
۱. نوع ساده یا محرره؛ که گفته شده شیوه قدیمی‌ست که ساده، خالص و خالی از هرگونه تزئین است.
۲. نوع تزئینی؛
۳. نوع بنایی یا معلقی‌.
مقصود از خط کوفی تزئینی، خطی است که هم خود مزین به موضوعات تزیینی باشد؛ یعنی از حالت ساده خود خارج شده و علاوه بر کتابت، شامل نقوشی از گیاهان یا اشکال هندسی و غیره باشد و هم سطوحی را با فرم و اشکال ملحق به خود مزین نماید.
بیشترین نمونه‌های کوفی گل‌دار و گره‌دار را می‌توان در آجرکاری‌های دوره سلجوقی و گچبری محراب‌های دوره ایلخانی مشاهده کرد.

## وجه تمایز کوفی تزئینی و ساده
تفاوت اساسی بین خط کوفی ساده و تزئینی این است که نوع ساده دارای اصول و قواعد معین است ولی خط کوفی تزئینی جز آنکه حروف الفبا را رعایت می‌کند، تحت قواعد اساسی ثابت و معین نیست و اکثراً پیچیده و سخت خوانده می‌شود. زیرا در آن تصورات و ابداعاتی شده که برای نظم، ترتیب و قرینه سازی نقاشی شده و خط را در میانه شاخه، گل و برگ و تزئینات هندسی پنهان کرده‌است.
مشکل اساسی کوفی تزئینی در تمامی شعبات فراوانش، خواندن آن است؛ که به سبب افراط در جنبه تزئینی، این خط پیچیده و مشکل‌خوان شده‌است. تا جایی که حتی برای قرینه‌سازی و ایجاد فضای مطلوب تزئینی، در شکل حروف تصرف کرده و به نقاشی و رسامی متوسل شده‌اند. گاه حروف در میان انبوهی از شاخ و برگ و گل یا تزئینات هندسی قرار می‌گیرد؛ چنان‌که در نظر اول نوشته به صورت توده‌ای از گل و گیاه جلوه می‌کند.

## نظام اجزا خط کوفی تزئینی
پیش از بیان انواع خط کوفی تزئینی، با توجه به کتیبه‌های این خط در بناهای تاریخی ایران می‌توان اجزای خط کوفی در کتیبه‌ها را به سه بخش عمده تقسیم بندی کرد: نظام نوشتاری، نظام هندسی و نظام گیاهی.
البته لزوماً همه کتیبه‌ها واجد شرایط هر سه بخش نیستند اما به نحوی این سه بخش را دارا هستند.
منظور از نظام نوشتاری؛ قسمت پایین کتیبه که حروف و کلمات در این بخش مستقر می‌شوند.
نظام هندسی؛ بخش میانی کتیبه است که با انواع نقوش هندسی ترکیب و تلفیق می‌شود.
نظام گیاهی؛ شامل قسمت بالا و فوقانی کتیبه‌هاست که معمولاً با عناصر تزئینی همانند اسلیمی‌ها ساخته و پرداخته می‌شود.
این سه بخش، سه کرسی اصلی خط کوفی در کتیبه‌ها را تشکیل می‌دهند، که به صورت متحد، منسجم و با روابط منطقی، یک ترکیب زیبا از تلفیق حروف نقوش هندسی و گیاهی می‌سازند.
البته همانطور که گفته شد؛ ممکن است در کتیبه‌ای از هر سه بخش استفاده نکنند یا ممکن است نظام نوشتاری فقط با نقوش هندسی تلفیق و ترکیب شده باشد؛ که در این موارد به دلیل نبودن فضای کافی در کتیبه‌ها و یا دلایل دیگر از آن استفاده نشده است.

## پیشینه تاریخی
شاید بتوان اوج رونق کوفی تزئینی را دوره سلجوقی دانست که کوفی ایرانی در این دوره، به منتهای زیبایی و کاربرد تزئینی خود رسیده بود.
مولف کتاب راهنمای صنایع اسلامی آورده؛ از نسخه‌های قرآن سلجوقی مورخ ۱۰۵۴ میلادی؛ دو ورق در موزه متروپولیتن موجود است. این اوراق که به خط کوفی ایرانی نوشته شده، دارای خصوصیات تزئینی اسلوب سلجوقی است. در این اوراق، عنوان سوره به طلا و رنگ‌های متعدد نوشته شده و در دیگری عنوان سوره فقط طلایی رنگ است. بعضی از آیات به خط کوفی نوشته شده که حالات تزئینی دارد.
در زمینه این خط کوفی، اشکال کوچک گل و گیاه به رنگ طلایی کشیده شده است. این نوع خط کوفی مزین، در ابنیه سلجوقی برای نقاشی‌های دیواری آن دوره مانند داخل برج پیر علمدار دامغان که در سال ۱۰۲۶ میلادی تکمیل شده، دیده می‌شود.
هنرمند مسلمان با استفاده از انواع آرایه‌های هندسی و گیاهی در بناهای اسلامی، به نوعی این آرایه‌ها را وسیله‌ای در جهت بیان عقاید دینی و مذهبی خود قرار داده است. معمولاً اعتقاد بر این است که دلیل اصلی تزئینات و زیبایی‌های نمایش داده شده در مساجد، به عنوان نشانه قدردانی از خداوند ‌می‌باشد و همچنین حضور نقوش تزئینی و هنرهای اسلامی، نشانه‌ای از مهمان‌نوازی جامعه مسلمانان است.

## انواع کوفی تزئینی
درباره انواع خط کوفی تزئینی باید گفت که به انواع مختلفی تقسیم می‌شود؛ از جمله:
مشجر، مورق، مزهر، معقد، معشق، موشح، مدور و مظفر.

### کوفی مشجر
این شیوه، تزیینات اولیه خط کوفی را با خود دارد. در این روش سر یا انتهای حرکات عمودی و برخی حروف مانند «ن» و «و» مانند شاخه‌های درختان، شاخه شاخه یا به شکل مثلثی دیده می‌شود. قدیمی‌ترین نمونه این خط در مسجد نایین قابل مشاهده است.

### کوفی مورق یا برگدار
در این شیوه، فضای خالی بین حروف و کلمات با شاخه‌ها و برگ‌ها پر می‌شود. حروف این نوع کوفی به خصوص در حروف «الف» و «لام» به وسیله برگ‌های تزئینی یا اسلیمی تکمیل می‌شود؛ که به کوفی فاطمی نیز شهرت دارد. این خط در قرن دوم و سوم هجری در مصر رواج داشته و از خطوط متداول در کشورهای ایران عراق و سوریه نیز محسوب می‌شد.

### کوفی مزهر یا کوفی گل و برگ‌دار
که این نوع کوفی غالباً در زمینه‌ای از گل و برگ و اسلیمی قرار داشته و یا انتهای حروف آن تبدیل به شاخه‌های باریک گیاهی می‌شود. اگر این خط با شاخه های گیاهی همراه باشد، می توانیم به آن کوفی مشجر اطلاق کنیم.

### کوفی معقد یا گره‌دار
این نوع خط کوفی در‌هم پیچیده و با تزئینات فراوان است. حروف این نوع کوفی در حین صعود به دور خود با همدیگر گره می‌خورند. اگر دو یا چند دسته حروف با هم گره بخورند و این گره‌ها به صورت مربع تکرار بشوند، می‌توان به آن کوفی مشبک گفت.
شهرت و رواج این خط بیشتر در قرون پنجم و ششم هجری قمری بوده است. در این شیوه با به‌کارگیری لام‌ها و الف‌های مکرر، گره‌های تزئینی، قرینه‌های موزون و ترکیب بندی‌های بدیع ایجاد می‌شود.

### کوفی معشق یا پیچیده
خطوط تزئینی که حول محور یک دایره قرار می‌گیرند و محورهای این حروف در حین صعود، مانند عشقه به دور هم می‌پیچند و تقریباً شبیه کوفی گره‌دار می‌شوند که به ندرت استفاده می‌شود. این نوع خط، در منارجم واقع در کشور افغانستان استفاده شده است.
انواع این خط کوفی تزئینی در آثار معماری اسلامی ایران با روش حجاری، گچبری، کاشی‌کاری، آجرکاری به کار رفته و یا در روی اشیای هنری چون سفال، فلز، پارچه و غیره القا گردیده است.
این نوع کوفی یکی از زیباترین و جذاب‌ترین خطوط کوفیست که ترکیبی دایره وار به وجود می‌آورد.

### کوفی موشح یا مصور
در این شیوه جنبه تزئینی به‌طور کامل بر خط غلبه دارد و شکل هندسی حروف و تزئینات نقاشی شده، درهم آمیخته شده و هم در خط و هم در فاصله بین نوشته‌ها و به اصطلاح زمینه حروف، تزئینات یا گره‌های متنوع و پُرکاری به چشم می‌خورد.
انبوه تزئینات آمیخته با خط، موجب دیرخوانی و سخت‌خوانی خط کوفی موشح می‌گردد. نمونه کامل خط کوفی موشح در داخل آرامگاه پیر علمدار در دامغان مربوط به اوایل سده پنجم هجری می‌توان دید.

### کوفی مدور
در نسخه‌های قدیمی از نوعی خط کوفی ملایم همراه با انحنا و دایره‌وار به عنوان مقور نام برده شده که بعضی به آن مستدیر نیز گفته‌اند.                

### کوفی مظفر
این خط کوفی علاوه بر تزئینات برگی، در انتهای حروف تزئینات کوتاهی در فواصل میانی حروف و یا در بخش‌هایی از حروف وجود دارد.

## نتیجه گیری
در نتیجه باید گفت تنها قلمی که از نظر ساختار و طراحی می‌تواند با نقوش دیگر در هم آمیزد، قلم کوفی در کتیبه‌هاست. ساختار خط کوفی تزئینی، ساختاری هندسی اما در عین حال سیال و قابل گسترش در همه جهات‌ است.
کوفی تزئینی، رسم الخطی برای آموزش ندارد اما در نظام نوشتاری قاعده‌مند و اصول تناسب، ترکیب و میزان سواد همانند سایر کتیبه‌ها رعایت و لحاظ می‌شود در دو بخش نظام هندسی و نظام گیاهی به واسطه کشش‌های طولی و عرضی، حرکت‌های افقی و عمودی، مورب و مدور، بیشترین حرکت و خلاقیت را دارد.
در نتیجه کتیبه نگار محدودیتی در استفاده از این عناصر و ترکیب آنها ندارد و می‌تواند آزادانه و خلاقانه متناسب با فضاها و سطح موجود همچنین نوع مصالح، خطوط کوفی تزئینی را طراحی نماید.